# Lauren Zizes
Lauren Zizes est un personnage de fiction de la série, Glee. Ce personnage est interprété par l'actrice Ashley Fink, et est apparue dans Glee depuis la  première saison. Le personnage de Lauren a été développé par les créateurs de Glee Ryan Murphy, Brad Falchuk et Ian Brennan. Elle est membre de New Directions, le Glee Club au lycée fictif de William McKinley à Lima (Ohio). Lauren est aussi la présidente du club audiovisuel du lycée, et un membre de l'équipe de lutte de l'école. Elle rejoint le Glee Club dans la  seconde saison. Dans la saison 3, on apprend qu'elle a quitté Puck et le Glee Club, pour ne pas perdre sa popularité.

## Saison 1
Lauren apparaît pour la première fois dans Les Chaises Musicales le neuvième épisode de la première saison de Glee. Elle tente alors d'intégrer les Cheerios, le groupe de pom-pom girls du lycée. Elle est recalée aux auditions. On apprend néanmoins qu'elle fait partie de l'équipe de lutte du lycée et qu'elle en est même la championne en titre.
On la revoit ensuite dans le groupe des vieilles filles du lycée qui est présenté à Rachel par Sue. Elle en fait partie parce qu'elle n'a pas de petit-ami et qu'elle est déçue sentimentalement. Rachel et elle finissent par se revoir dans l'épisode Trouver Sa Voix car Rachel à besoin de son aide.En effet, celle-ci veut que Lauren, qui fait aussi partie du club d'audio-visuel, pose des micros dans la salle de chant car Rachel pense que ses camarades font semblant de chanter pendant les répétitions. C'est aussi la leader d'un groupe d'adolescents obsédés par Twilight.

## Saison 2

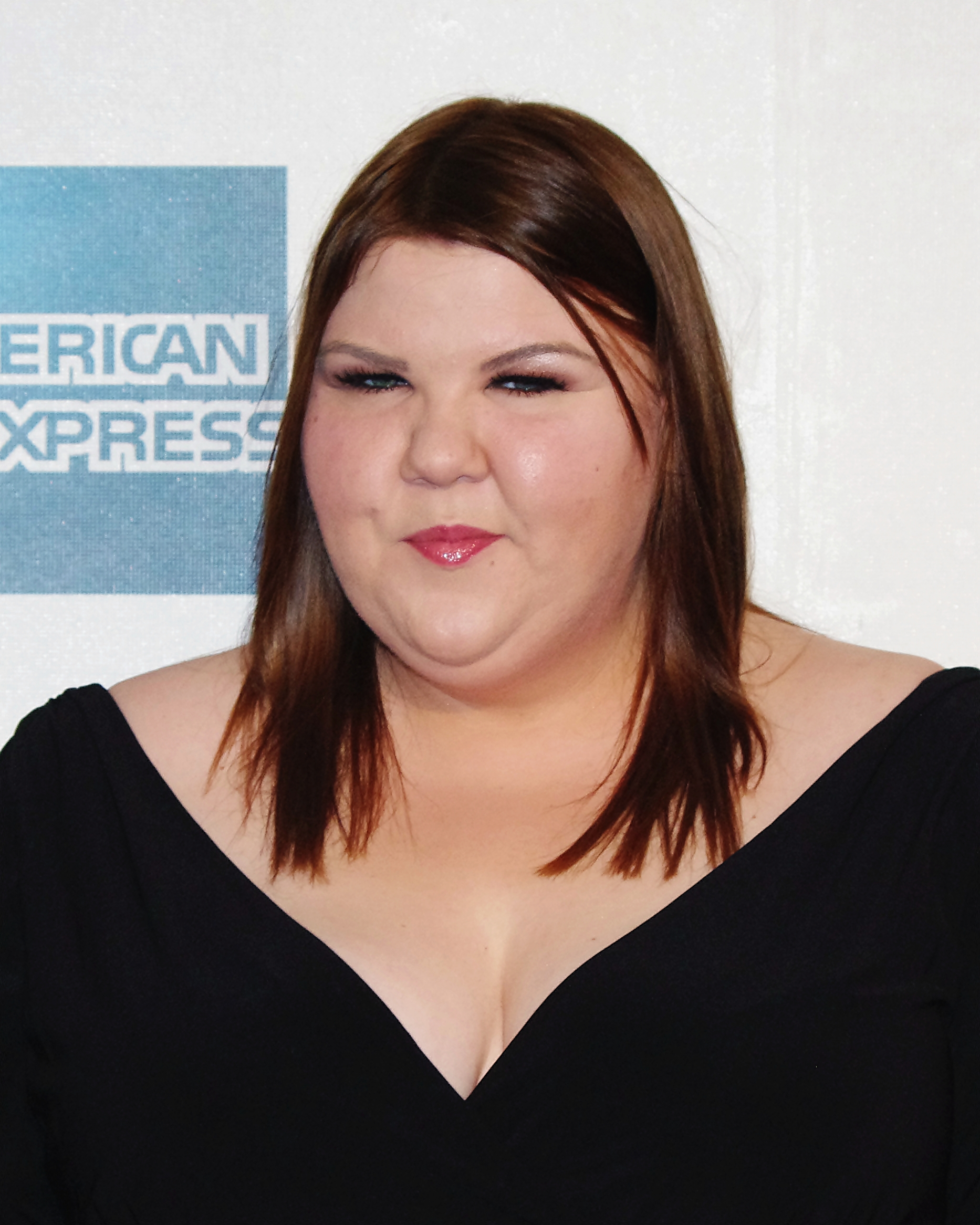
Ashley Fink interprète le rôle de Lauren dans la série Glee

On la voit pour la première fois dans cette saison lors de la prestation du Glee Club dans le gymnase du lycée. Elle est alors excitée par la prestation de Will ce qui provoque la colère de Sue, celle-ci n'hésitant pas à déclencher l'alarme incendie pour faire évacuer le bâtiment.
Elle devient importante lorsqu'elle sauve Puck qui avait été enfermé dans des toilettes par les joueurs de football. Kurt étant parti, il lui demande de rejoindre le Glee Club car il leur manque un douzième membre pour participer au concours des Jeunes Talents. Elle déclare qu'elle le rejoindra uniquement si Puck lui donne "7 minutes au Paradis" et une boîte de Cadbury Eggs. Elle était censée rester un petit moment au Glee Club mais elle en devient un membre à part entière, demandant même des conseils à Puck pour interpréter un solo. Sa relation avec Puck reste pourtant ambiguë. Elle repousse souvent ses avances mais elle accepte de sortir avec lui dans Sexy .
Elle devient le manager de Mercedes lorsqu'elle constate que celle-ci se laisse éclipser par Rachel au sein du Glee Club. Elle pousse Mercedes à faire des demandes extravagantes  et à adopter un comportement de diva. Elle finit par ne plus écouter Lauren et retrouve son comportement habituel à la fin de l'épisode.
Elle souhaite devenir la reine du bal de promo avec Puck comme roi. Elle est donc confrontée à Quinn qui souhaite se refaire une réputation après avoir eu son enfant. Avec l'aide de Puck, Lauren force la porte du bureau des archives et trouve le dossier de Quinn, qui était une jeune fille laide et impopulaire avant d'arriver au lycée et qui a fait de la chirurgie pour devenir belle. Elle se met à placarder des photos de "l'ancienne" Quinn dans les couloirs du lycée dans le but de compromettre les chances de victoires de sa rivale mais sa stratégie ne fonctionne pas. Elle fait ses excuses à Quinn et les deux adolescentes deviennent amies. Pour le bal de promo elle essaye une robe-meringue jaune qui ne lui va pas, puis Kurt lui conseille de porter du bleu marine. Elle danse avec Puck durant le bal et semble déçue de ne pas repartir avec la couronne.
Elle accompagne tout de même les membres du Glee Club à New York pour les Nationales mais les New Directions perdent.

### Interprétation

#### Solo
- I Know What Boys Like (The Waitresses)

## Saison 3
Dès le premier épisode, elle annonce à Puck qu'elle souhaite quitter le Glee Club et qu'elle le plaque. On la revoit quand Brittany interprète Run The World Girls (Girls), puis elle est absente durant tout le reste de la saison.

### Interprétation

#### Figurante
- Run The World (Girls) (Beyoncé) en tant que figurante

## Saison 4
Elle participe à la Soirée Sadie Hawkins avec le Club des Frustrées Prématurées, un club de filles délaissées sentimentalement dont elle fait partie. Elle attend désespérément avec d'autres filles du club qu'un garçon l'invite à danser et va même jusqu'à avouer qu'aucun garçon ne l'a invité à danser depuis le bal de promo de la saison 2 où elle danser avec Puck. Le coach Beiste leur dit de prendre chacune leur destin en main et d'inviter elle-même un garçon. Elle propose à Joe de danser avec elle et il accepte. Elle participe à la dernière réunion du club avant qu'il ne soit dissout. Elle annonce par la suite qu'elle a obtenu une bourse de lutte dans une école de prestige.